# Остров Матильды
О́стров Мати́льды — остров архипелага Земля Франца-Иосифа. Административно относится к Приморскому району Архангельской области России.
Расположен в центральной части архипелага в 1,2 километрах от северо-западного берега острова Алджер.
Представляет собой невысокую свободную ото льда скалу с овальным основанием длиной менее 1 километра.